# 베어 매크리리
베어 매크리리(영어: Bear McCreary, 1979년 2월 17일 ~ )는 미국의 작곡가이다. 드라마 《배틀스타 갤럭티카》, 《아웃랜더》 OST, 영화 《AVGN 무비》(2014), 《클로버필드 10번지》(2016) OST로 알려져 있다.

## OST 목록

### 영화
| 연도 | 제목                           | 감독                                | 비고 |
| ---- | ------------------------------ | ----------------------------------- | ---- |
| 2014 | AVGN 무비                      | 케빈 핀, 제임스 롤프                |      |
| 2015 | 에벌리                         | 조 린치                             |      |
| 2016 | 포레스트: 죽음의 숲            | 제이슨 재다                         |      |
| 2016 | 클로버필드 10번지              | 댄 트랙턴버그                       |      |
| 2017 | 호밀밭의 반항아                | 대니 스트롱                         |      |
| 2017 | 애니멀 크래커                  | 스콧 크리스천 사바, 토니 밴크로프트 |      |
| 2017 | 해피 데스데이                  | 크리스토퍼 랜던                     |      |
| 2018 | 클로버필드 패러독스            | 줄리어스 오나                       |      |
| 2018 | 타우                           | 페데리코 달레산드로                 |      |
| 2018 | 헬 페스트                      | 그레고리 플롯킨                     |      |
| 2018 | 아이 스틸 씨 유                | 스콧 스피어                         |      |
| 2018 | CCTV: 은밀한 시선              | 조지 래틀리프                       |      |
| 2019 | 해피 데스데이 2 유             | 크리스토퍼 랜던                     |      |
| 2019 | 프로페서 앤 매드맨             | 파하드 사피니아                     |      |
| 2019 | 림 오브 더 월드                | 맥지                                |      |
| 2019 | 고질라: 킹 오브 몬스터         | 마이클 도허티                       |      |
| 2019 | 사탄의 인형                    | 라르스 클레브베르그                 |      |
| 2019 | 일라이                         | 시아란 포이                         |      |
| 2020 | 사탄의 베이비시터: 킬러 퀸     | 맥지                                |      |
| 2020 | 에이바                         | 테이트 테일러                       |      |
| 2020 | 프리키 데스데이                | 크리스토퍼 랜던                     |      |
| 2020 | 판타지 아일랜드                | 제프 워들로                         |      |
| 2020 | 크립 캠프 - 장애는 없다        | 니콜 뉴넘, 제임스 러브렉트          |      |
| 2022 | 블레이드 퍼피 워리어           | 롭 민코프, 마크 쿠치어              |      |
| 2023 | 우리 집에 유령이 산다          | 크리스토퍼 랜던                     |      |
| 2023 | 라스트 보이지 오브 더 데메테르 | 안드레 외브레달                     |      |

### 텔레비전
- 배틀스타 갤럭티카
- 유레카
- 터미네이터: 사라 코너 연대기
- 휴먼 타겟
- 다빈치의 악마들
- 디파이언스
- 아웃랜더